# Tiempo de cambios
Tiempo de cambios (título original en inglés:  A Time of Changes) es una novela de ciencia ficción de Robert Silverberg publicada en 1971. Ganó el premio Nébula a la mejor novela de ese año, y fue nominada para los premios Hugo y Locus en 1972.

## Introducción al argumento
La novela está ambientada en una cultura donde la primera persona del singular está prohibida, y palabras como «yo» o «mi» son tratadas como obscenidades o errores sociales. Una nueva y poderosa droga permite al protagonista Kinnall Darival tener contacto telepático con otros, y esto le da el coraje para liderar una revolución contra su cultura represiva. 
La novela está presentada en el estilo autobiográfico, escrito por Kinnall mientras aguarda su captura y encarcelamiento por sus crímenes culturales.
La prohibición de la palabra «yo» la comparte con la novela de Ayn Rand de 1938, «Himno». Sin embargo, Silverberg dijo que no conocía el libro de Rand hasta que el suyo propio fue publicado, y que su objetivo en la representación de esa sociedad era  completamente distinto al suyo.

## Trama
La vida en Velada Borthan está gobernada por el Convenio, del cual el rasgo más notable es la negación del yo. Referirse a sí mismo en primera persona está prohibido. Un «desnudado» es alguien que expone su alma a los demás y como resultado está condenado al ostracismo.
El protagonista es Kinnall Darival, un príncipe de la provincia de Salla, atormentado por dudas existenciales y por la pasión prohibida por su hermana afectiva Halum. Luego de que su hermano Stirron se convierte en primer Septarca de Salla, Kinnall se exilia en la vecina provincia de Glin parta evitar un choque directo con él; sus ahorros son secuestrados por el gran tesorero de Salla, y es declarado un alienígena ilegal, dejándolo como fugitivo insolvente. Encuentra un buen hombre que lo emplea por un año en una explotación forestal, pero es reconocido como el príncipe fugitivo por una mujer de Salla. En la calle de nuevo, Kinnall se refugia en Klaek, una mísera villa de Glin. con una familia de campesinos. Anhelando novedades del «mundo real», Kinnall va a Biumar y se relaciona con un marino en un barco mercante con rumbo a la provincia de Manneran. Una vez allí, busca a su padrino, Segvord, por un trabajo que le permita vivir honestamente en Manneran.
Mientras se convierte en un burócrata en Manneran, Kinnall contrae matrimonio con la prima de Halum, Loimel, pero este matrimonio se torna infeliz y desamorado, ya que Loimel se parece físicamente a Halum, pero tiene una personalidad diferente, y ella puede sentir que está siendo usada como un sustituto de otra.
Luego Kindall se encuentra con el terrestre Schweiz, con quien comienza a discutir libremente su alienación de su propia cultura. Schweiz le cuenta de la maravillosa droga disponible en el salvaje país sureño de Sumara Bothan. Finalmente, ambos van a una casa del país y comparten la droga secreta, causando que sus respectivas mentes se abran a la otra, creando una fuerte conexión entre ellos. Kinnall y Schweiz organizan una pequeña expedición a Sumara Bothan donde comparten la droga con los nativos en una especie de ritual mágico. 
Contrabandeando una gran cantidad de la droga hacia Manneran, Kinnall comienza a ser el apóstol de un culto nuevo, convenciendo a muchas personas para compartir la droga telepática con él. Entre ellos se encuentra su hermano afectivo Noim. Finalmente, traicionado y descubierto, busca escapar a la propiedad Noim en Salla. Allí es visitado por su amada Halum, y comparten la droga. Ella está tan perturbada por la experiencia que entra en el corral de los voraces stormshields, que la destrozan en mil pedazos. Kinnall toma su último vuelo a las tierras bajas de Quemados donde finalmente es capturado por los guardias reales.
El libro termina en forma ambigua. Una posibilidad es que Kinnal haya sido encarcelado de por vida, que haya comenzado un amplio movimiento o culto, del que el mismo libro constituye las escrituras o documento básico, y que eventualmente tuvo éxito en deponer el orden establecido. La otra posibilidad es que todo esto no haya sido más que una alucinación que Kinnall ha experimentado bajo la influencia de su droga, y que todo terminó con él. Ambas posibilidades quedan abiertas, lo que fue evidentemente la intención de Silverberg.